# Замок Рэкрент
«Замок Рэкрент» (англ. Castle Rackrent) — роман британской писательницы Марии Эджуорт, опубликованный в 1800 году. Считается одним из лучших её произведений и первым ирландским романом.

## Сюжет
В центре сюжета — история трёх поколений аристократической семьи, жившей в замке Рэкрент в течение всего XVIII века. Она рассказана от лица дворецкого, «старого Тэди». Через мелкие события и детали быта Эджуорт показывает, как меняется жизнь целой страны.

## Публикация и восприятие
«Замок Рэкрент» был опубликован в 1800 году без указания автора. Книга имела огромный успех, и в том же году её переиздали — на этот раз с именем автора. В дальнейшем этот роман отошёл на второй план по сравнению с другими книгами Эджуорт, и только Вальтер Скотт высоко оценил его значение как новаторского романа о жизни целого народа на рубеже эпох. Впоследствии он объяснил своё обращение к жанру исторического романа тем, что успехи Эджворт «побуждали его к соревнованию и будоражили его лень». В «Уэверли» Скотт пишет о «превосходных ирландских портретах», созданных писательницей.
Энн-Изабелла Теккерей-Ритчи писала о «Замке Рэкрент», что «в этом маленьком томике заключена судьба целой нации». Некоторыми литературоведами «Замок Рэкрент» признаётся историческим романом, и большинство современных исследователей высоко оценивают достоверность созданной Эджуорт картины.